# COVID-19-antigeen-sneltests

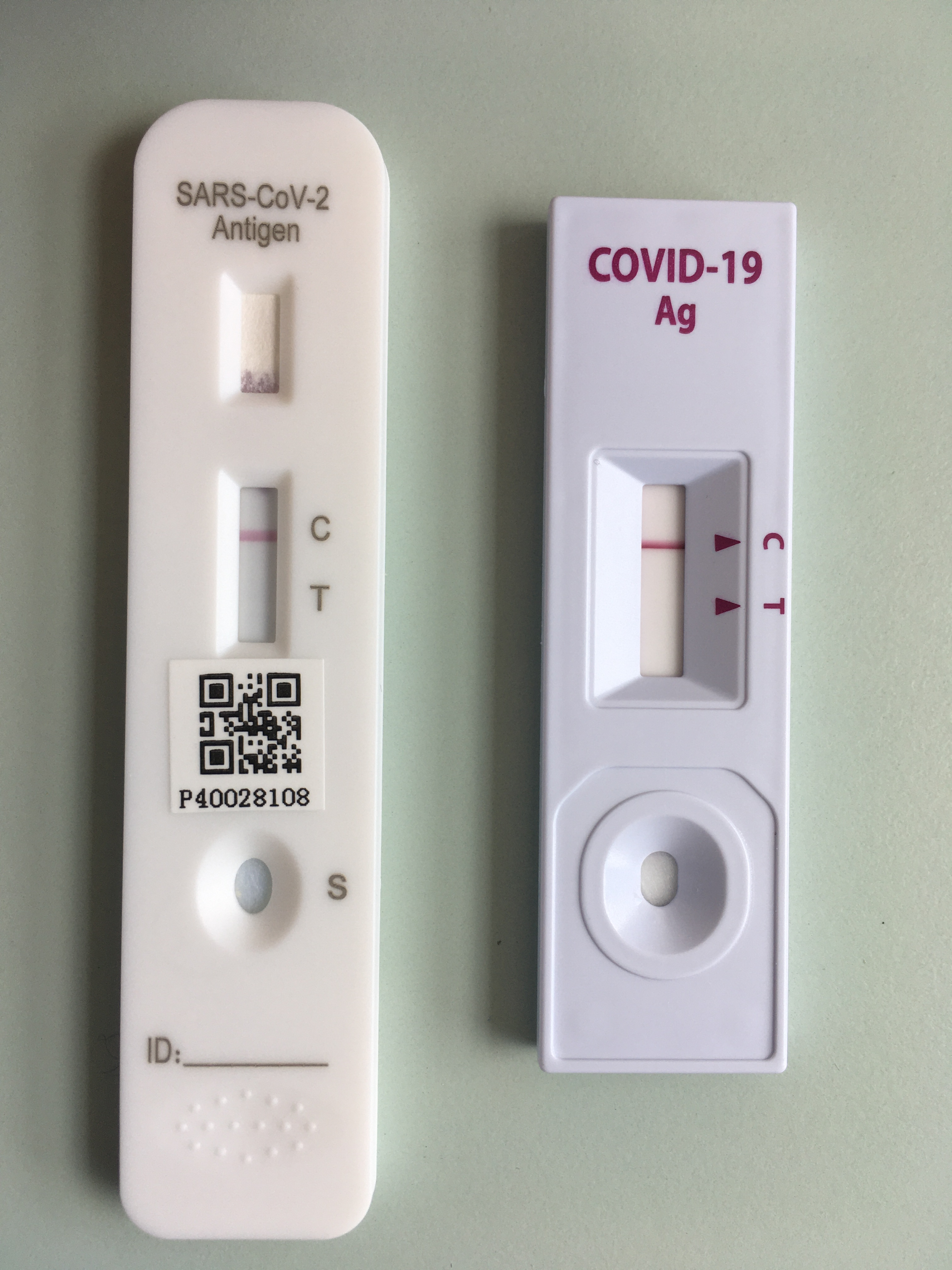
SARS-CoV-2-sneltests. Virale antigeendetectie lateral flow-tests

COVID-19-antigeen-sneltests, ook vaak COVID-19 lateral flow tests genoemd, zijn snelle antigeentests die worden gebruikt om SARS-COV-2-infectie (COVID-19) op te sporen. Het zijn Immunochromatografietests. Zij zijn snel uit te voeren met een minimale opleiding, bieden aanzienlijke kostenvoordelen, kosten een fractie van andere vormen van COVID-19-tests en geven de gebruikers binnen 5-30 minuten een resultaat. Zij hebben echter een hoog fout-negatief percentage. Antigeen-sneltests worden in verscheidene landen gebruikt als onderdeel van massatests of bevolkingsbrede screeningbenaderingen. Zij worden geacht waardevol te zijn voor het identificeren van personen die asymptomatisch zijn en het virus potentieel kunnen verspreiden naar andere mensen, die anders niet zouden weten dat zij besmet zijn. Dit verschilt van andere vormen van COVID-19-testen, zoals PCR, die over het algemeen worden gezien als een nuttige test voor symptomatische personen, omdat ze een hogere gevoeligheid hebben en nauwkeuriger gevallen kunnen identificeren.

## Voorgeschiedenis
Snelle tests op COVID-19 zijn voortgekomen uit grote investeringen door het controversiële Moonshot-programma van het Verenigd Koninkrijk, een programma van £ 100 miljard om systematisch nieuwe technologieën voor COVID-19-tests te beoordelen, te ontwikkelen en te implementeren. Sneltests maakten aanvankelijk deel uit van deze systematische evaluatiepijplijn naast vele andere vermoedelijke COVID-19 testtechnologieën zoals Lamp, Lampore, point of care PCR, massaspectrometrie en sample pooling. Naarmate de evaluaties vorderden, kwamen de snelle tests echter naar voren als de meest succesvolle vorm van COVID-19-tests binnen dit programma als aanvulling op de bestaande PCR-tests.

## Internationale richtlijnen
De vroege wetenschappelijke onderbouwing voor het potentiële nut van snelle tests en de wereldwijde richting voor de ontwikkeling van snelletesttechnologie werd gestimuleerd door tussentijdse richtsnoeren van de WHO die de potentiële voordelen benadrukten. In het rapport werd opgemerkt dat snelle tests veel gemakkelijker te implementeren waren en kostenvoordelen hadden. De WHO beval het gebruik ervan aan bij uitbraken, voor vroegtijdige identificatie van gevallen en om ziektetrends te volgen. Later, en naar aanleiding van een snel groeiend aantal studies, werd deze aanbeveling door de Europese Commissie uitgebreid. De Europese Commissie beval het gebruik van snelletesttechnologie aan voor screening op bevolkingsniveau wanneer het percentage positieve testresultaten hoog of zeer hoog is. In januari 2021 kwam de Europese Commissie overeen hun standpunt aan te scherpen en te pleiten voor een veel groter gebruik van snelle tests, met de aantekening dat "indien uit onderzoek zou blijken dat snelle antigeentests door de testee zelf kunnen worden uitgevoerd.... ook zelftesten met of zonder professionele begeleiding kan worden overwogen."

## Eerste studies
Een van de definitieve studies voor snelle tests werd voltooid door Public Health England, de Universiteit van Oxford en de Universiteit van Manchester en gelanceerd door professor Richard Body en Dr Lennard Lee. De Falcon-C19 studie die binnen drie dagen op 17 september van start ging. De eerste patiënt werd gerekruteerd op de parking van het Manchester City Etihad-stadion in een nieuw onderzoekscentrum voor COVID-19-tests. De studie breidde zich snel uit tot 14 onderzoekscentra in het Verenigd Koninkrijk. De studie werd afgesloten op 23 oktober, nadat 878 personen waren opgenomen. De studie was een van de snelst rekruterende COVID-19-onderzoeksstudies in het Verenigd Koninkrijk. De studie leverde het definitieve bewijs dat sneltesttoestellen in staat waren positieve resultaten met hoge nauwkeurigheid op te pikken. In totaal werden vier sneltests, waaronder Innova en Orientgene, in deze studie gevalideerd met swabmonsters van personen met symptomatische en asymptomatische ziekte.
Rond de bekendmaking van de tussentijdse analyse van deze Britse studie bevestigden de VS dat 100 miljoen sneltesten van Abbott zouden worden gekocht en naar het hele land verscheept om soortgelijke studies in de VS te starten als aanvulling op de door de Universiteit van Oxford geïnitieerde studies.

## Waarderingsstudies
Op 2 november is Slowakije als eerste land ter wereld begonnen met massale tests met sneltesten. Vijf miljoen snelle tests werden uitgevoerd door 60.000 personeelsleden die de SD Biosensor-antigeentest gebruikten en swabben bij de bevolking uitvoerden. Dit bracht de Europese Commissie ertoe aan te bevelen snelle tests te gebruiken als onderdeel van bevolkingsbrede screening. Twee begin 2021 gepubliceerde onderzoeken, een van professor Martin Kahanec van de Central European University en zijn coauteurs en een ander van Martin Pavelka van de London School of Hygiene & Tropical Medicine en zijn team, suggereren dat de effecten van de najaarsgolf van snelle antigeenmassatests in Slowakije hebben geholpen de pandemie in het land te onderdrukken, hoewel volgens de eerstgenoemde studie het effect van de massatests op de pandemie tijdelijk was en na ongeveer twee weken begon af te nemen.
Het Verenigd Koninkrijk heeft zijn lopende programma voor de ontwikkeling van snelle tests met de Innova-sneltest voortgezet, met toenemende urgentie naarmate het aantal COVID-19-gevallen in heel Europa toenam. Op 6 november begon premier Boris Johnson met stadsbrede screening van Liverpool als onderdeel van de versnelde evaluatie van de technologie. Er werden ook pilootprojecten voor verdere uitbreiding van de snelle tests opgestart voor veel sectoren waar tot dan toe geen tests beschikbaar waren. Het ging onder meer om studenten aan universiteiten die bijzonder door uitbraken waren getroffen. Dit begon aanvankelijk aan de Durham University, die over de infrastructuur en de deskundigheid beschikte om het programma voor snelle tests te beheren, maar werd uitgebreid tot de meeste universiteiten van het VK en maakte het nationale evacuatie-achtige plan mogelijk om studenten voor Kerstmis veilig thuis te krijgen. Sneltests werden ook uitgevoerd binnen de Nationale Gezondheidsdienst voor personeel om mogelijke overdracht op patiënten te beperken, lokale autoriteiten en verzorgingstehuizen om bezoeken aan bewoners mogelijk te maken. Op 18 november werden in Merthyr Tydfil in Wales de eerste tests in een heel district uitgevoerd. Op dat ogenblik werden ook tests uitgevoerd in scholen in de VS voor leerlingen met symptomen en in Portugese verzorgingshuizen en scholen.
De wereldwijde inspanningen om de evaluaties van snelle tests op te voeren, werden op gang gebracht door de Afdeling Noodgevallen van de Wereldgezondheidsorganisatie (WHO), die op 10 november het startsein gaf voor een grootschalig project voor de uitvoering van snelle diagnostische tests, geholpen door een overeenkomst van de Bill and Melinda Gates Foundation die de kosten voor landen met een laag of gemiddeld inkomen beperkt.
Oostenrijk begon op 5 december met massale tests in het hele land en bestelde zeven miljoen tests bestaande uit de SD Biosensor-test en Siemens Clinitest (ook bekend als Orientgene).
Medio december waren er veel studies die de doeltreffendheid en het succes van het gebruik van snelle tests voor de identificatie van personen met COVID-19 bevestigden, waaronder studies in Nederland, het Verenigd Koninkrijk en de VS. Dankzij deze studies konden de snelle tests worden opgenomen in de standaard nationale COVID-19-teststrategieën. Wereldwijde beproeving van snelle tests was nu gemeengoed in scholen in Canada, reis-hubs in Indonesië, en in heel India.

## Bezorgdheid
Veel mensen hebben hun bezorgdheid geuit dat de nauwkeurigheid van de snelle tests niet zo goed waren als de bestaande vorm van COVID-19 testen PCR. Uit gegevens die zijn vrijgegeven bij een stadsbrede screening in Liverpool in het Verenigd Koninkrijk bleek dat de legeroperateurs van de test wel degelijk de testprestaties haalden van opgeleide laboratoriumwetenschappers, in navolging van andere pilots in India. Dit veroorzaakte kleine problemen binnen de wetenschappelijk-psychologische gemeenschap, waar een debat werd gevoerd over de vraag of snelle tests zouden kunnen leiden tot valse geruststelling en gedragsverandering. Een verschuiving in het denken over het gebruik van snelle tests werd echter bevestigd na een publicatie uit de VS. Professor Michael Mina theoretiseerde dat snelle tests nog steeds nuttig zouden zijn omdat zij besmettelijke personen identificeren, en potentiële voordelen zagen in het herhalen van de snelle test en het veel sneller krijgen van een uitslag dan andere vormen van testen. Ook het hoofd klinische geneeskunde van het Verenigd Koninkrijk, Dr. Susan Hopkins, merkte op dat snelle tests een middel bieden om "mensen te vinden die ... we anders niet zouden kunnen vinden".
Gezien de mogelijkheid om gevallen sneller op te sporen en de daaruit voortvloeiende escalatie van het aantal gevallen in Europa, kwam de Europese Commissie op 11 december bijeen en ontwikkelde een gemeenschappelijk Europees kader voor "gebruik, validatie en wederzijdse erkenning van snelle tests", waarbij 100 miljoen euro werd uitgetrokken voor de aankoop van tests van Roche en Abbott. Stella Kyriakides, commissaris voor Gezondheid en Voedselveiligheid, verklaarde: "Snelle antigeentests bieden ons snelheid, betrouwbaarheid en een snelle reactie om COVID-gevallen te isoleren. Dit is van cruciaal belang om de verspreiding van de pandemie af te remmen."
Anderen hebben hun bezorgdheid geuit over de trage invoering en toepassing van snelle tests en het mogelijke verlies aan mensenlevens dat daarvan het gevolg zou kunnen zijn. Een academische groep uit Canada merkte op dat de helft van de sterfgevallen in verzorgingstehuizen in het begin van de pandemie voorkomen had kunnen worden met sneltests.

## Wereldwijde wettelijke goedkeuring
Na het succes van talrijke studies over de hele wereld om snelle tests te analyseren vanaf augustus 2020, werden snelle tests goedgekeurd door regelgevende instanties over de hele wereld als onderdeel van een strategie om testen te gebruiken als "een nieuwe aanpak om de pandemie te bestrijden". Op 16 december keurde de FDA als eerste instantie de snelle test van Abbott goed. Daaropvolgende goedkeuringen werden verleend voor de Ellume COVID-19 thuistest.
De snelle tests zijn ook goedgekeurd door Health Canada, waarvan de adviseur, professor David Juncter, opmerkte dat "de beste snelle tests zeer nauwkeurig zijn bij het opsporen van besmettelijke personen" en infectieziektespecialist Jean Longtin opmerkte dat "we hiermee sneller kunnen handelen dan het virus en de contacten van de persoon binnen een uur of twee kunnen opsporen, in plaats van 24 uur te moeten wachten".
De MHRA van het Verenigd Koninkrijk heeft op 23 december zijn goedkeuring bevestigd van de Innova-sneltest voor tests voor eigen gebruik. Naar aanleiding van het duidelijke wereldwijde succes van deze ontwikkeling van snelle tests zei Sir John Bell, Regius professor in de geneeskunde aan de Universiteit van Oxford: "Snelle tests waren een centraal onderdeel van een goede verdediging tegen het coronavirus omdat zij snel, goedkoop en voor herhaald gebruik beschikbaar zijn".

## Sneltesten als een "terugkeer naar normaal"
Spanje werd het eerste land dat snelle tests gebruikte om een terugkeer naar het normale leven te vergemakkelijken: snelle tests waren op grote schaal verkrijgbaar in apotheken en in Barcelona werd een gratis muziekconcert georganiseerd voor personen die een snelle test deden. Een soortgelijke aanpak werd in Albanië gevolgd om muziekfestivals mogelijk te maken. Veel deskundigen waren echter niet overtuigd van deze aanpak, omdat zij van mening waren dat "snelle tests niet de oplossing zijn om het normale leven weer op te pakken", maar dat zij gebruikt zouden kunnen worden in combinatie met andere essentiële maatregelen ter voorkoming van infecties, zoals het dragen van geschikte persoonlijke beschermingsmiddelen, het regelmatig wassen van de handen en het bewaren van sociale afstand om mensen in staat te stellen die vitale tijd door te brengen met degenen van wie zij houden en hen tegelijkertijd veiliger te houden.

## Nieuwe COVID-19-stammen
Op 22 december 2020 werd in het Verenigd Koninkrijk een nieuwe meer besmettelijke stam van SARS-CoV-2 geïdentificeerd, VOC-202012/01. De stam verspreidde zich snel over de hele wereld. Gezien het wijdverbreide wereldwijde gebruik van deze vorm van COVID-19-tests, bestond de vrees dat deze variant de snelle tests overbodig zou maken. In het kader van de versnelde evaluatie van lateral flow-technologie door het VK konden de laboratoria van Public Health England binnen 24 uur bevestigen dat de wereldwijd in ontwikkeling zijnde sneltests niet waren aangetast en dat zij de nieuwe variant konden identificeren. De reden hiervoor is dat de snelle test zich in het algemeen richt op het nucleocapsideproteïne en niet op het spike-eiwit. Onlangs zijn echter enkele stammen geïdentificeerd die de gevoeligheid van sommige sneltests tot het 1000-voudige beïnvloeden. Gelukkig is de frequentie van deze nucleocapside mutaties (met name D399N) met ~0,02% wereldwijd nog betrekkelijk laag.

## Humanitaire toepassingen
Naast routinematig gebruik in de gemeenschap zijn de snelle tests ook gebruikt als onderdeel van humanitaire inspanningen tijdens de pandemie. Na de overstromingen in Jakarta (Indonesië) op 2 december werden snelle tests beschikbaar gesteld in schuilkelders. Voorts kwamen na de sluiting van de nationale grenzen in Europa als gevolg van de noodtoestand in het VK vlak voor Kerstmis bijna 6.000 vrachtwagenchauffeurs zonder voedsel te zitten, waardoor de voedselleveringen voor Kerstmis feitelijk werden stopgezet. Snelle tests werden binnen 24 uur door Franse brandweerlieden ingezet bij het Kanaal. Dankzij de snelle tests konden de vrachtwagens de weg weer op en hun leveringen voltooien en voor Kerstmis naar hun families terugkeren, wat het potentiële wereldwijde nut aantoont van een gemakkelijk uitvoerbare COVID-19-test. Artsen Zonder Grenzen heeft het gebruik van sneltests in landen met een laag en gemiddeld inkomen krachtig gesteund en opgemerkt dat "COVID-19-antigeentests snelle en bruikbare resultaten kunnen opleveren, zodat mensen die met het virus besmet zijn, tijdig op gemeenschapsniveau kunnen worden geïdentificeerd".

## Amerika
Na aanvankelijk samen met het Verenigd Koninkrijk aanzienlijk te hebben geïnvesteerd in de ontwikkeling van snelletesttechnologie, is verdere evaluatie van snelle tests als onderdeel van massale testbenaderingen in de VS tot stilstand gekomen als gevolg van de impasse rond de $900 miljard aan COVID-19 steun in de 2020 Consolidated Appropriations Act, 2021. Het wetsontwerp werd bekritiseerd omdat het niet specifiek voorziet in investeringen in snelle tests als een kosteneffectieve en doeltreffende vorm van testen op bevolkingsniveau. Wetenschappers in de VS, zoals professor Michael Mina van de Harvard-universiteit, merkten op dat tests een "zeer krachtige aanvulling zijn op al het andere dat mensen al doen" en dat "thuistests voor COVID-19 het besmettingspercentage zouden kunnen verlagen". Dit standpunt werd versterkt door professor William A. Haseltine, ook van Harvard, in een artikel in Forbes magazine waarin hij voorstelde dat "snelle, zelf toegediende tests de steeds groter wordende vloed van ziekte en dood zouden kunnen stoppen" en een artikel van professor Annie Sparrow van Mount Sinai, New York waarin zij voorstelde dat "Goedkope massale tests van vitaal belang zijn voor de overwinning van een pandemie" in het licht van "de noodsituatie van de zeer besmettelijke en zich snel verspreidende B117-stam in het VK, en een soortgelijke stam uit Zuid-Afrika". Niettemin waren snelle thuistests voor COVID-19 in januari 2021 voor het publiek beschikbaar, na de eerdere goedkeuring door de FDA. Deze tests werden vergoed door de Amerikaanse ziektekostenverzekering voor mensen met covid-19-symptomen, of diegenen die nauw contact hebben gehad met een besmette persoon of met iemand die symptomen vertoont. In een artikel in de Washington Post werd voorgesteld dat het maximale voordeel van de snelle tests in de VS misschien pas zou worden gerealiseerd wanneer "de federale regering tests voor asymptomatische mensen zou dekken omdat de overdracht door die mensen zo'n groot deel van de uitbraak uitmaakt", aangezien het testen van deze personen niet door de ziektekostenverzekering werd gedekt. Na de verkiezing van een nieuwe president in januari 2021 begonnen de VS opnieuw te investeren in de ontwikkeling van snelletesttechnologie door de publicatie van presidentiële uitvoeringsbesluiten.

## Wereldwijde marktwaarde
Na het wijdverbreide gebruik van snelle tests over de hele wereld hebben snelle tests een marktwaarde van 15 miljard dollar, maar de verwachting is dat de markt vanaf 2024 zal stoppen als gevolg van de vaccinatie van de wereldbevolking tegen eind 2023. In de VS bedroeg de markt voor snelle tests 3,9 miljard dollar met een groei van >20% in ziekenhuizen, klinieken, Azië-Pacific maar ook als eindgebruikerstests. Internationale marktanalisten hebben voorspeld dat fabrikanten van snelle tests met een voortdurend toenemende vraag zullen worden geconfronteerd naarmate meer personen en landen snelle tests gaan gebruiken om personen met mildere symptomen te identificeren. Een aantal commentatoren en wetenschappers uit de VS hebben hun bezorgdheid geuit over de vraag of het wereldwijde produktienetwerk in staat is aan de wereldwijde vraag te voldoen en de honderden miljoenen tests te produceren die nodig zouden zijn voor frequente snelle tests.